# Phytoliriomyza admirabilis
Phytoliriomyza admirabilis este o specie de muște din genul Phytoliriomyza, familia Agromyzidae, descrisă de Spencer în anul 1965.
Este endemică în Nepal. Conform Catalogue of Life specia Phytoliriomyza admirabilis nu are subspecii cunoscute.